# Dieter Carl Wasshausen
Dieter Carl Wasshausen, né à Iéna le 15 avril 1938, est un botaniste américain d'origine allemande.